# Acceleració angular
L'acceleració angular és el canvi que experimenta la velocitat angular per unitat de temps. Es denota per la lletra grega alfa α. Així com la velocitat angular, l'acceleració angular té caràcter vectorial.
S'expressa en radians per segon al quadrat, s-2,, ja que el radian és adimensional.

## Definició matemàtica

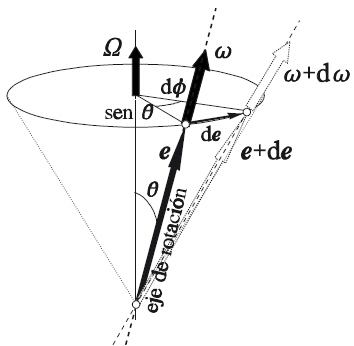
Acceleració angular. En el cas general, quan l'eix de rotació no manté una direcció constant en l'espai, l'acceleración angular no té la direcció de l'eix de rotació.

Es defineix el vector acceleració angular, i es representa per {\displaystyle {\boldsymbol {\alpha }}\,}, així que

{\displaystyle {\boldsymbol {\alpha }}={\frac {d{\boldsymbol {\omega }}}{dt}}}

essent {\displaystyle {\boldsymbol {\omega }}} el vector velocitat angular del cos al voltant de l'eix de rotació. Si es denomina per {\displaystyle \mathbf {e} \,} el vector unitari associat a aquest eix, de mode que sigui {\displaystyle {\boldsymbol {\omega }}=\omega \mathbf {e} \,}, es pot escriure

{\displaystyle {\boldsymbol {\alpha }}={\frac {d{\boldsymbol {\omega }}}{dt}}={\frac {d}{dt}}\left(\omega \mathbf {e} \right)={\frac {d\omega }{dt}}\mathbf {e} \ +\ \omega {\frac {d\mathbf {e} }{dt}}}

resultant que, en general, el vector {\displaystyle {\boldsymbol {\omega }}} no està localitzat sobre l'eix de rotació.
En el cas particular que l'eix de rotació mantingui una orientació fixa en l'espai (moviment pla), aleshores serà {\displaystyle {d\mathbf {e} }/{dt}=0} i el vector acceleració angular {\displaystyle {\boldsymbol {\alpha }}} estarà localitzat sobre l'eix de rotació. Això és,

{\displaystyle {\boldsymbol {\alpha }}={\frac {d{\boldsymbol {\omega }}}{dt}}={\frac {d\omega }{dt}}\mathbf {e} =\alpha \,\,\mathbf {e} }

de manera que el mòdul de l'acceleració angular, {\displaystyle |{\boldsymbol {\alpha }}|=\alpha }, és la derivada de la celeritat angular respecte del temps (o la derivada segons l'angle de rotació respecte del temps), la seva direcció és la de {\displaystyle {\boldsymbol {\omega }}} quan la celeritat angular augmenta amb el temps, o {\displaystyle -{\boldsymbol {\omega }}} si disminueix.
En el cas general, quan l'eix de rotació no manté una direcció fixa en el temps serà {\displaystyle {d\mathbf {e} }/{dt}\neq 0}, tot i que {\displaystyle |\mathbf {e} |=1}, ja que el vector unitari de l'eix canvia de direcció en el transcurs del moviment. Ja que {\displaystyle \mathbf {e} } és un versor, la seva derivada serà un vector perpendicular a {\displaystyle \mathbf {e} }, ço és, a l'eix instantani de rotació.
Així doncs, en el cas més general, l'acceleració angular {\displaystyle {\boldsymbol {\alpha }}} s'expressa així

{\displaystyle {\boldsymbol {\alpha }}={\frac {d{\boldsymbol {\omega }}}{dt}}={\frac {d\omega }{dt}}\mathbf {e} \ +\ {\boldsymbol {\Omega }}\times {\boldsymbol {\omega }}}

essent {\displaystyle {\boldsymbol {\Omega }}} la velocitat angular associada a la rotació de l'eix o precessión de l'eix de rotació (definit per {\displaystyle \,\mathbf {e} }) en l'espai.
En l'expressió anterior s'observa que el vector acceleració angular té dos components: una component longitudinal (i.e., en la direcció de l'eix de rotació) el mòdul del qual és {\displaystyle {d\omega }/{dt}\,} i una component transversal (i.e., perpendicular a l'eix de rotació) el mòdul del qual és {\displaystyle {\boldsymbol {\Omega }}\times {\boldsymbol {\omega }}\,}.
Així doncs, generalment,
- el vector {\displaystyle {\boldsymbol {\alpha }}} no tindrà la mateixa direcció que el vector {\displaystyle {\boldsymbol {\omega }}}.
- el vector acceleración angular {\displaystyle {\boldsymbol {\alpha }}} no tindrà la direcció de l'eix de rotació.

La direcció de l'acceleració angular només coincideix amb la del vector velocitat angular, és a dir, amb l'eix de rotació, en el cas que aquest eix mantingui la seva orientació fixa en l'espai, això és, en el moviment pla.